# Joseph Jacques Marest
Pour les articles homonymes, voir Marais (homonymie).
 (novembre 2023).
Si vous disposez d'ouvrages ou d'articles de référence ou si vous connaissez des sites web de qualité traitant du thème abordé ici, merci de compléter l'article en donnant les références utiles à sa vérifiabilité et en les liant à la section « Notes et références ».
Joseph Jacques Marest, né le 19 mars 1653 à Chartres ou à Laval et mort en octobre 1723 à Montréal, est un prêtre jésuite français, missionnaire au Canada. Il est issu de la Famille Marest. Il commanda la mission Saint-Ignace auprès des Amérindiens Outaouais.

## Biographie

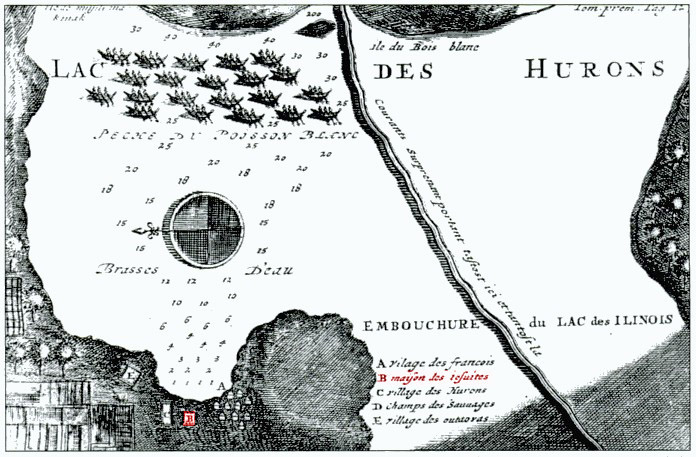
Carte de la mission Saint-Ignace

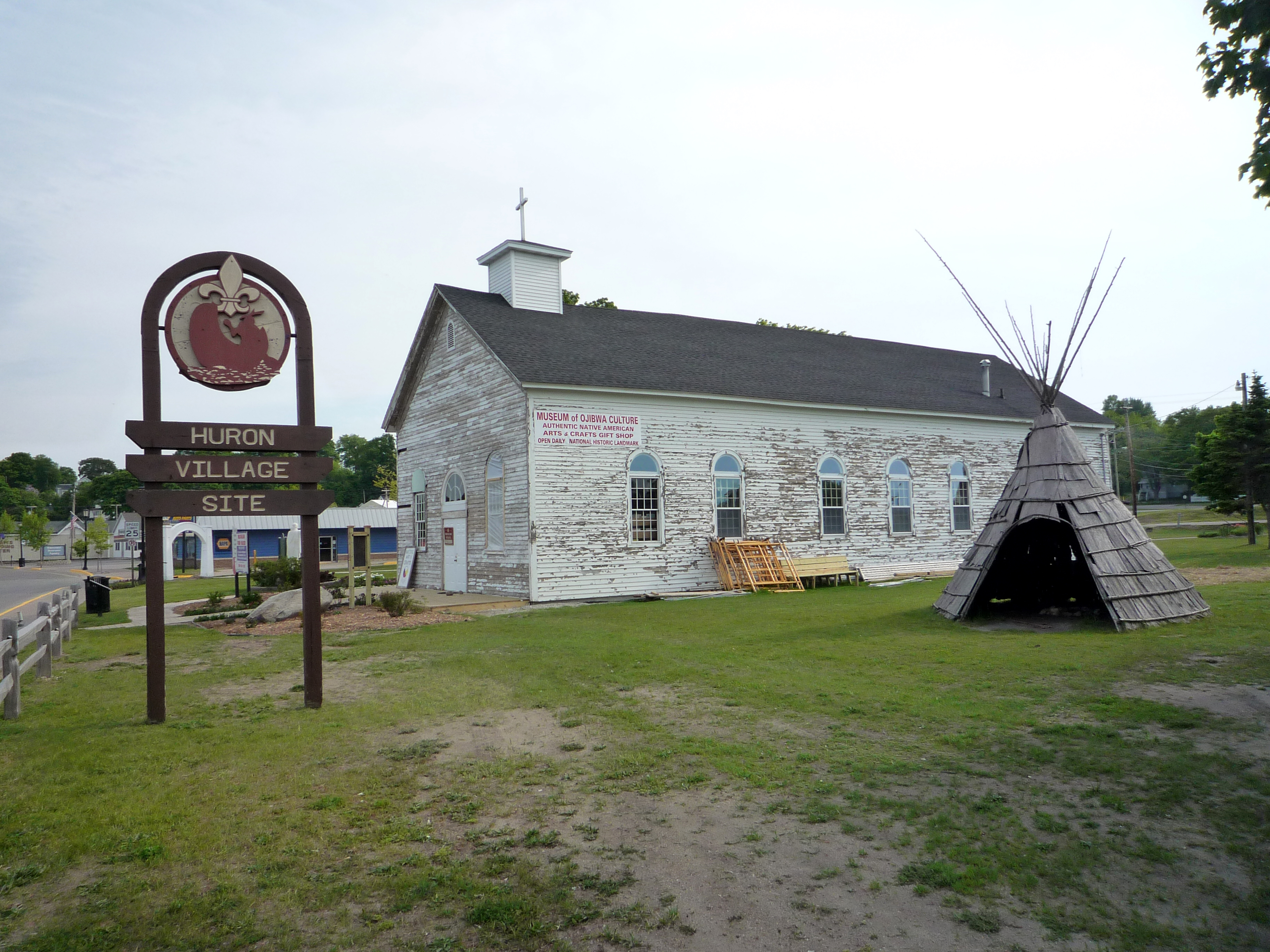
La mission Saint-Ignace en 2009.

Joseph Jacques Marest entra au noviciat des Jésuites le 25 septembre 1671 et enseigna à Vannes, à La Flèche et au collège Louis-le-Grand à Paris avant de s’embarquer pour le Canada vers 1686.
Joseph Jacques Marest débarque en Nouvelle-France en 1686. Après deux années passait à Québec et Montréal, il arrive dans la région des Grands Lacs à Michilimackinac en 1688.
en 1690, il suit l'explorateur et diplomate Nicolas Perrot pour installer une mission parmi les Amérindiens de la Nation des Sioux. Il devient missionnaire de la "Compagnie de Jésus chez les Nadouesioux" [Sioux].
Dès 1703, le père Marest avait reçu de son supérieur l’ordre de partir pour Fort Pontchartrain du Détroit commandé par Antoine de Lamothe-Cadillac. Lamothe-Cadillac avait alors demandé aux Amérindiens Outaouais de faire connaître leur intention concernant leur propre déplacement de Michillimainac vers Fort Pontchartrain du Détroit. Le père Marest était peu favorable à ce déplacement. Les Amérindiens demandèrent trois jours pour réfléchir et, à sa grande surprise, déclarèrent qu’ils ne quitteraient pas Michillimainac, qu’ils préféraient y mourir. Fort d’une « telle détermination », le père Marest partit pour Québec où il se fit un solide allié en la personne du nouveau gouverneur, Philippe de Rigaud de Vaudreuil.
En 1704, Antoine de Lamothe-Cadillac, qui s'occupe du nouveau Fort Pontchartrain du Détroit, le nomme aux relations diplomatiques, auprès des Amérindiens, en poste au fort Buade en plus de sa charge sacerdotale, fonction qu'il assumera jusqu'en 1714.